# حسینیه و تکیه درب باغ
حسینیه و تکیه درب باغ مربوط به دوره قاجار است و در کاشان، خیابان فاضل نراقی، مرکز محله درب باغ واقع شده و این اثر در تاریخ ۱۱ مرداد ۱۳۸۴ با شمارهٔ ثبت ۱۲۳۲۱ به‌عنوان یکی از آثار ملی ایران به ثبت رسیده است.